# Danmark ved vinter-OL 1952
Danmark deltog ved Vinter-OL 1952 i Oslo med en enkelt mandlig sportsudøver, Per Cock-Clausen, der konkurrerede i kunstskøjteløb, hvor han opnåede en placering som nummer 14. Danmark opnåede således ingen medaljer. Det var anden gang, Danmark deltog i et vinter-OL.